# Лизогуб Василь Іванович
Васи́ль Іва́нович Лизогу́б (нар. 25 січня 1801, село Бурківка Сосницького повіту Малоросійської губернії— пом. 1870) — полковник лейбгвардії Уланського полку, брав участь у придушенні Листопадового Польського повстання 1830—1831 років.

## Народження
Існує декілька версій стосовно дати народження Василя Івановича Лизогуба. Згідно з інформацією, що містилася в окремих документах лейбгвардії уланського Її Величності полку, він народився у січні 1799 року. Однак, ця інформація була спростована генеалогом В. Л. Модзалевським у праці «Малоросійський родословник» (рос. Малороссийский родословник), відповідно до якої Василь Іванович народився 1801 року. Існувала тільки певна неточність у визначенні дня народження: або 24, або 25 січня.
Василь Іванович Лизогуб — сьома дитина в родині маршалка дворянства Чернігівської губернії Івана Яковича Лизогуба та його дружини Ганни Василівни (вродженої Дунін-Борковської). Брат Андрія Івановича Лизогуба, друга Т. Г. Шевченка.

## Військова служба
Зарахований на службу 17 лютого 1819 року юнкером лейб-гвардії 1-ї артилерійської бригади. 2 квітня 1820 року переведений до лейб-гвардії уланського Її Величності полку. Його кар'єра склалася так:
- 28 травня 1820 року отримав чин портупей-юнкера.
- 19 серпня 1821 року — корнет.
- 1823 року пішов у відставку в чині поручика, проте вже у 1824 році повернувся на службу в полк як корнет.
- 29 січня 1827 року повторно отримав чин поручика.
- 1 січня 1830 року — штабс-ротмістр.
- 1 вересня 1833 року — ротмістр.
- 29 жовтня 1837 року Василь Іванович отримав чин полковника і в тому ж році вийшов у відставку остаточно.

У 1831 році Василь Іванович Лизогуб брав участь у придушенні Листопадового Польського повстання, проявив себе в боях при Рудках та під Остроленкою (у ході останнього був поранений кулею у ліве передпліччя навиліт).

## Нагороди
Ордени:
- Св. Володимира 4-го ступеня з бантом (10 березня 1831 року за битву при Рудках);
- Св. Георгія 4-го ступеня (21 грудня 1832 року);
- Св. Станіслава 3-го ступеня (4 жовтня 1833 року);
- Червоного орла (30 жовтня 1835 року).

## Сім'я

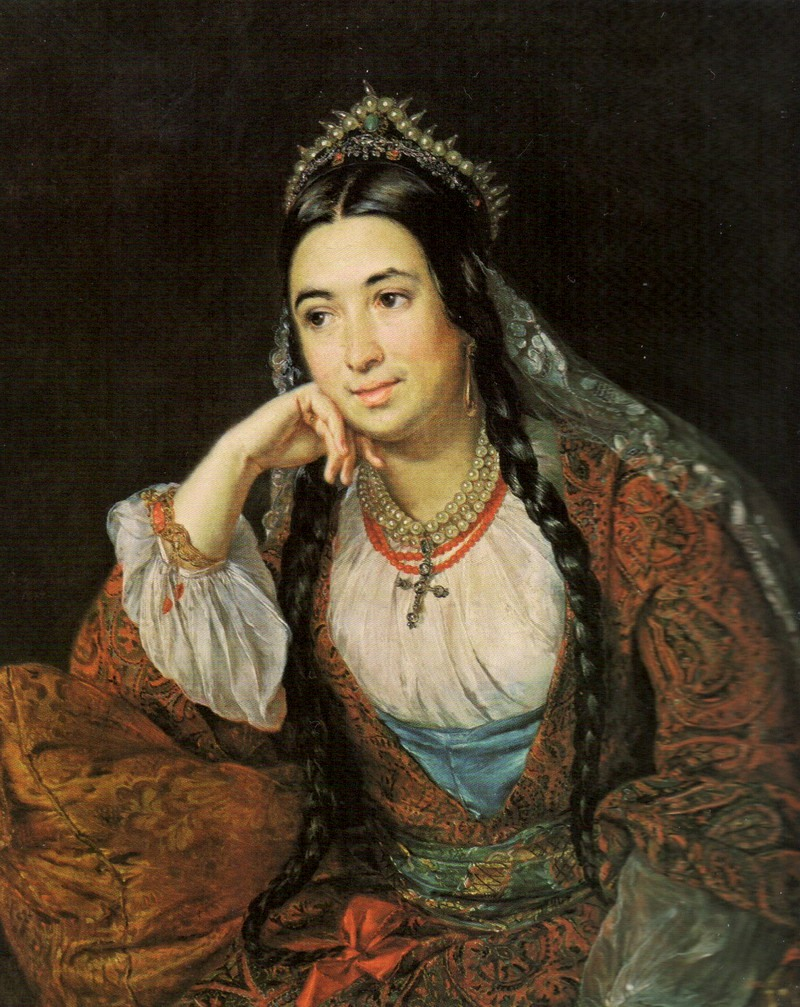
Варвара Іполитівна Лизогуб на портреті В. А. Тропініна (1847)

Дружина — Варвара Іполитівна (уроджена Петровська), письменниця, авторка повісті «Зюлейка».
Діти:
- Лизогуб Ілля Васильович
- Лизогуб Петро Васильович
- Лизогуб Олена Василівна